# 安得烈
安得烈（羅馬化：Andréas，發音：[anˈdre.aːs̠]，發音：[än̪ˈd̪reː.äːs]，羅馬化：ʾAnd'raʾwās）是彼得的兄弟，為耶稣十二門徒之一。
《約翰福音》記載他原是施洗者約翰的門徒，是第一個尊崇耶穌是彌賽亞，第一個追隨耶穌的使徒，他之後也將耶穌介紹給他的兄弟彼得。東正教尊稱他為首召者（Prōtoklētos）。相传在希腊被釘X形十字架而死，为俄罗斯、罗马尼亚和苏格兰的主保圣人。教會傳統認其為第一任拜占庭主教，即后来的君士坦丁堡普世牧首。在天主教和东正教以及新教圣公会、其纪念庆日为每年11月30日。

## 姓名
其姓名安德烈（羅馬化：andreía），意思為男性化的，勇敢的，無懼的，即英語的安德魯（Andrew）。這是一個希臘姓名，在公元前2世紀至前3世紀間，這個名字在猶太人以及其他希臘化的居民中非常普遍。在文獻記錄中，沒有記載他的希伯來名字或亞蘭文名字。
安德烈的名字不是希伯來文，而是一個希臘文名字，這件事暗示他出身在一個有教養的家庭，可能受過希臘文教育。

## 生平
安得烈生于伯赛大，一個位于加利利海边城镇（《约翰福音》1:44）。他曾是施洗约翰的门徒，也是耶稣第一个门徒（《约翰福音》1:37-40）。在见到耶稣后，把耶稣的事告诉了哥哥彼得。他住在迦百农（《马可福音》1:29）。在福音书曾有数个重要场合他被指认为和耶稣较亲密的门徒。 （《马可福音》13:3；《约翰福音》6:8，12:22）；《使徒行传》只提过他一次。
他和他兄弟彼得都是渔夫，因此传统说耶稣召他们作门徒许诺使他们得人如得鱼。于是他和哥哥彼得撇下所有跟随耶稣。
聖經三次提及安德烈。第一次是约翰福音第一章记载他跟从主的那天，去找自己的哥哥西门，对他说，我们遇见弥赛亚了，于是领他去见耶稣;第二次是约翰福音第六章记载安得烈对耶稣说：在这里有一个带着五个大麦饼，两条鱼的孩童;第三次是告诉耶稣有希利尼人（希腊化的犹太人）想要见祂。

## 主保圣人
优西比乌引用俄利根的說法，稱安得烈曾在小亚细亚沿黑海传道，安德烈因此成为罗马尼亚和俄罗斯的主保圣人。
公元10世纪中期，传说有数件安得烈的圣物被带到苏格兰，安放在今日的圣安德鲁斯小镇。他因此又成为苏格兰的主保圣人，其象徵物聖安得烈十字 也成為蘇格蘭國旗)。
俄罗斯，乌克兰 ，苏格兰， 西西里岛 ， 希腊 ， 罗马尼亚 ， 教区， 菲律宾 ， 阿马尔菲 ， Luqa （ 马耳他 ）和普鲁士; 维多利亚教区 ，陆军游骑兵，水手，渔民，鱼贩，绳制造商，歌手，高尔夫球和表演

## 节日
- 俄罗斯和苏格兰、罗马尼亚的圣安得烈日是每年11月30日，但并非公共假日。

## 備注

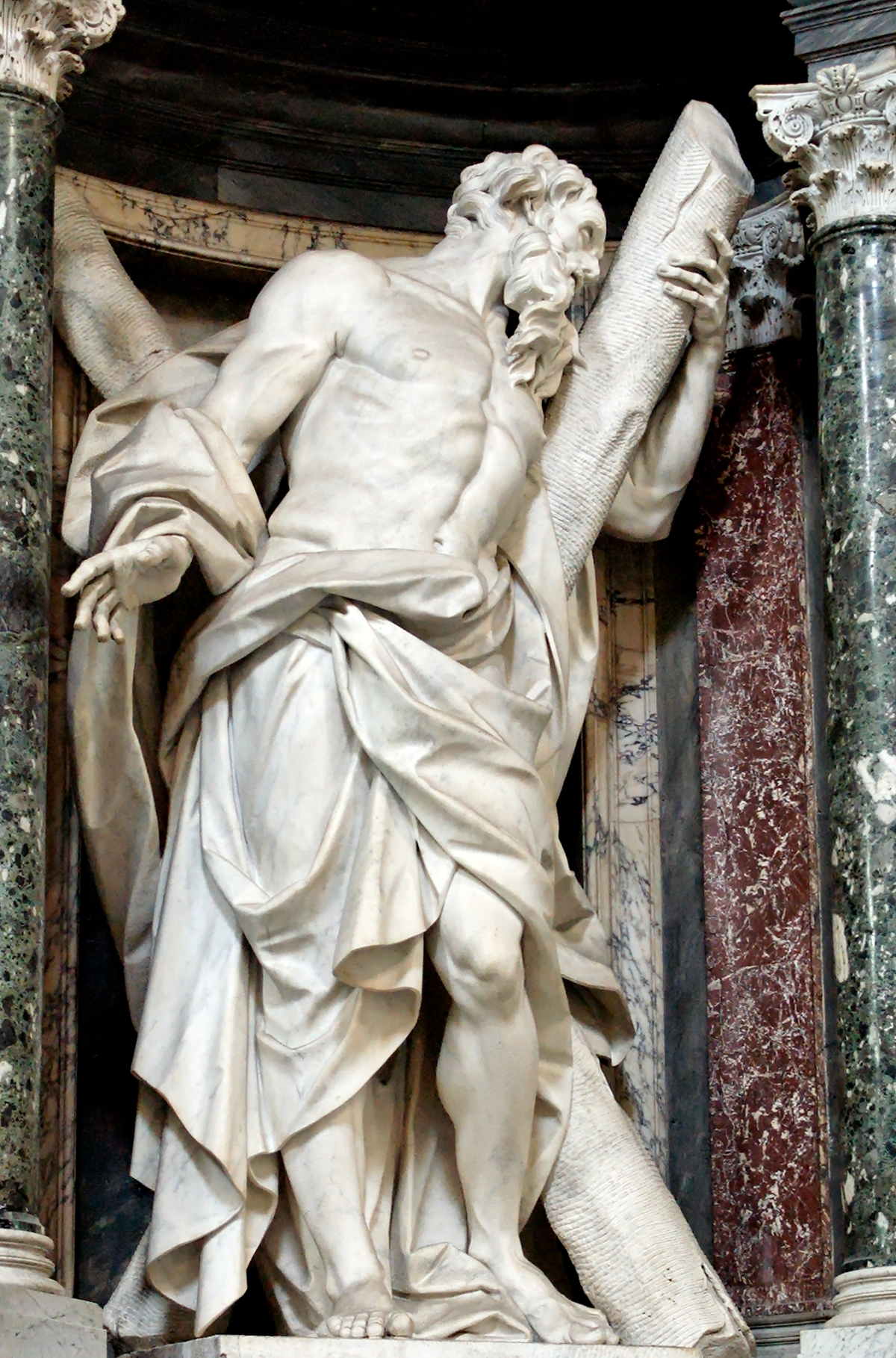
拉特朗圣若望大殿的圣安德烈雕像

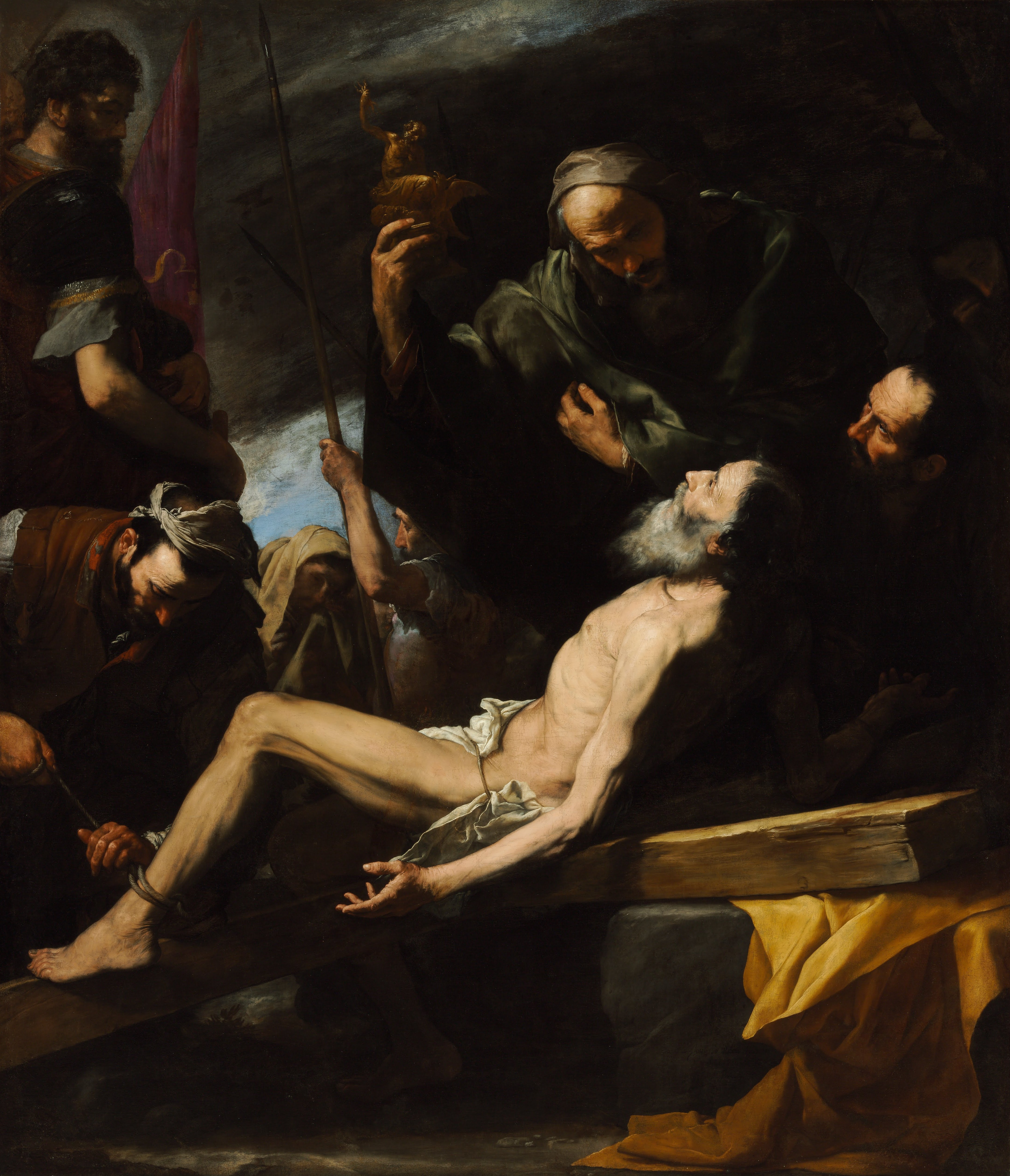
圣安德烈被钉X型十字架殉道

1. ↑  天主教译作安德肋，亦称作安德、安道；正教会译作安德列[2]